# Circuito da Boavista
Circuito da Boavista is een 4,7 kilometer lang stratencircuit in het Portugese Porto.
In 1958 en 1960 werd hier de Formule 1-Grand Prix van Portugal gehouden. Toen was het circuit nog zo'n 7,5 kilometer lang. Zo'n 47 jaar later is hier eindelijk weer een race gehouden; in 2005 werd een race in het WTCC verreden. Daarna rouleerde de race jaarlijks met de WTCC-race op Estoril.